# Vogel van Zimbabwe

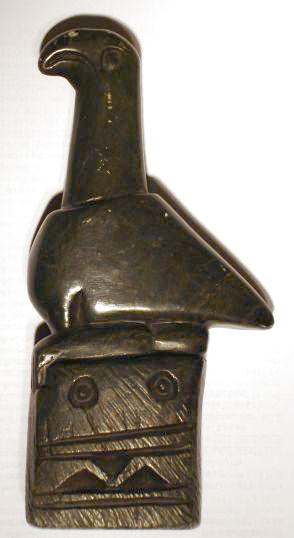
Replica van de vogel van Zimbabwe

De vogel van Zimbabwe is het nationale symbool van het Afrikaanse land Zimbabwe en diens voorganger Rhodesië. De afbeelding hiervan is terug te vinden op de bankbiljetten en munten van de Zimbabwaanse dollar en het wapen en de vlag van het land.
De vogel is afkomstig uit de megalithische ruïnes van Groot-Zimbabwe. Toen deze in de 19e eeuw ontdekt werden, trof men hier vijf, uit speksteen uitgesneden, beelden van deze vogel aan. Deze representeren waarschijnlijk de goochelaarsvogel of de Afrikaanse zeearend. De beelden werden door Cecil Rhodes meegenomen naar Zuid-Afrika.
Vier van de vijf beelden zijn aan Zimbabwe teruggegeven toen dit land in 1980 onafhankelijk werd. Het vijfde beeld wordt nog steeds bewaard in Rhodes' landgoed Groote Schuur in de buurt van Kaapstad.